# Chris Pratt
Christopher Michael Pratt, conosciuto come Chris Pratt (Virginia, 21 giugno 1979), è un attore statunitense.
Conosciuto per la sua partecipazione alle serie televisive Everwood e Parks and Recreation, la sua carriera cinematografica è iniziata con ruoli di supporto in numerosi film, tra cui Wanted - Scegli il tuo destino, Bride Wars - La mia migliore nemica, Jennifer's Body, L'arte di vincere, Zero Dark Thirty e Lei. Ottiene la fama internazionale nei ruoli di Peter Quill / Star-Lord nella trilogia dei Guardiani della Galassia e altri film del Marvel Cinematic Universe; di Owen Grady nei primi tre film di Jurassic World; e di Jim Preston, protagonista nel film Passengers.

## Biografia
Nato a Virginia nel Minnesota e cresciuto a Lake Stevens nello stato di Washington, è il più giovane dei tre figli di Kathleen Louise "Kathy" Indahl e Daniel Clifton Pratt e parla tedesco correntemente. La madre ha lavorato come cassiera presso un supermercato Safeway, mentre il padre (deceduto nel 2014 per le complicazioni della sclerosi multipla) ha lavorato nelle miniere d'oro in Alaska e di taconite in Minnesota, prima di intraprendere l'attività di ristrutturatore edile. Pratt ha un fratello, Cully, e una sorella, Angie.
Nel 1997 si diploma alla Lake Stevens High School, dove si è distinto come atleta in sport come lotta libera e football. Abbandona il college dopo un semestre e inizia a svolgere diversi lavori, come venditore porta a porta di coupon e spogliarellista part-time. All'età di 19 anni si trasferisce a Maui, nelle Hawaii, vivendo come un senzatetto e dormendo in un furgone e in una tenda sulla spiaggia. Mentre lavorava come cameriere in un ristorante Bubba Gump Shrimp Company a Maui, è stato notato dall'attrice e regista Rae Dawn Chong. Lei lo ha scelto nel suo debutto alla regia, il cortometraggio horror Cursed Part 3.

### Anni duemila
Nel 2002 Pratt ottiene il ruolo di Bright Abbott nella serie televisiva Everwood, ruolo che interpreta fino al 2006. Dopo la cancellazione di Everwood, partecipa alla quarta stagione della serie televisiva The O.C. nel ruolo dell'attivista Winchester "Ché" Cook.
Nel 2008 recita nella commedia Wieners - Un viaggio da sballo e fa parte del cast del film d'azione Wanted - Scegli il tuo destino. L'anno seguente recita nella commedia Bride Wars - La mia migliore nemica e nell'horror Jennifer's Body. In precedenza aveva sostenuto dei provini per i ruoli del capitano James Tiberius Kirk in Star Trek di J. J. Abrams e Jake Sully in Avatar di James Cameron, ma entrambi i provini non hanno avuto buon esito.
Nel 2009 entra invece a far parte della serie televisiva della NBC Parks and Recreation, nel ruolo di Andy Dwyer. Originariamente il suo doveva essere un personaggio temporaneo, ma la sua interpretazione ha convinto i produttori tanto da promuoverlo a regolare. Pratt ha interpretato Andy Dwyer fino al 2015, anno della settima e conclusiva stagione di Parks and Recreation.

### Anni duemiladieci

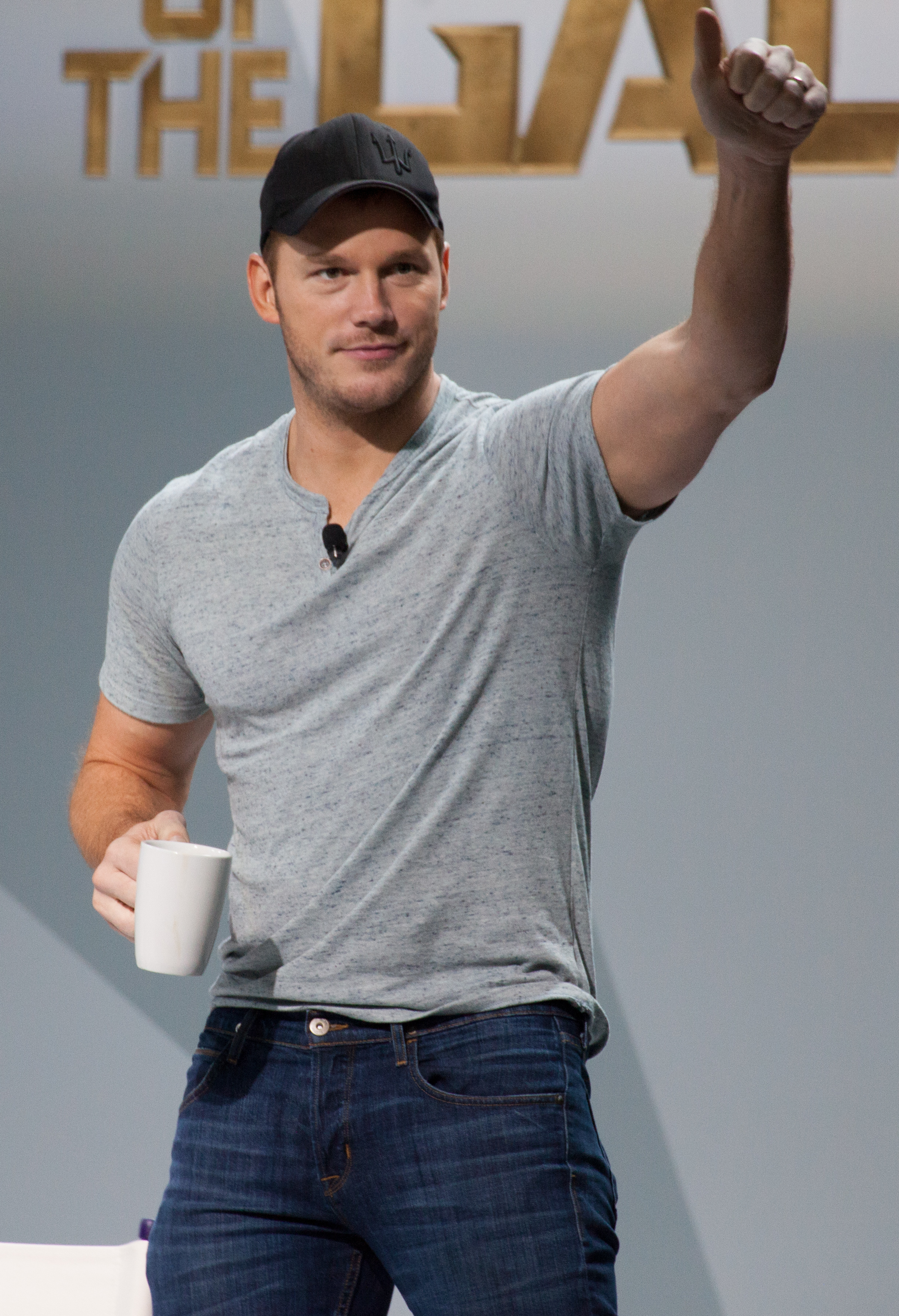
Chris Pratt nel 2014 alla presentazione di Guardiani della Galassia.

Nel 2011 Pratt ha interpretato il giocatore degli Oakland Athletics Scott Hatteberg nel film L'arte di vincere. Inizialmente gli era stato detto che era troppo grasso per interpretare un giocatore di baseball, così decide di perdere peso, e dopo aver perso un totale di 30 chili riesce ad ottenere la parte. Nel 2012 interpreta un Navy SEAL in Zero Dark Thirty, di Kathryn Bigelow.
Nel 2014 interpreta Peter Quill, alias Star-Lord, protagonista del film Guardiani della Galassia, prodotto da Marvel Studios e basato sugli omonimi personaggi Marvel Comics. Prima di iniziare le riprese Pratt si è sottoposto a una dura dieta e a un allenamento che lo hanno portato a perdere 27 kg in sei mesi, rendendo il suo corpo tonico e muscoloso. Il ruolo in Guardiani della Galassia è parte di un accordo multi-film per l'interpretazione di altri film Marvel. Nel 2014 si classifica al secondo posto tra gli "uomini più sexy" nell'annuale lista della rivista People.
Ha ottenuto il ruolo di Owen Grady, il protagonista in Jurassic World, quarto film della saga di Jurassic Park, nelle sale cinematografiche dall'11 giugno 2015. L'attore è stato confermato anche per il film Jurassic World - Il regno distrutto, il sequel di Jurassic World, uscito nelle sale il 22 giugno 2018.
Nel 2016, assieme a Denzel Washington e Ethan Hawke, è tra gli interpreti principali del western I magnifici 7, di Antoine Fuqua, remake del film omonimo del 1960. Il film è stato presentato in anteprima mondiale al Toronto International Film Festival e fuori concorso alla 73ª Mostra internazionale d'arte cinematografica di Venezia. Nello stesso anno è protagonista al fianco di Jennifer Lawrence in Passengers, film di fantascienza diretto dal norvegese Morten Tyldum.
Il 21 aprile 2017 Pratt riceve la sua stella sulla Hollywood Walk of Fame, in concomitanza con l'uscita nelle sale cinematografiche di Guardiani della Galassia Vol. 2, che lo vede nuovamente nei panni di Star-Lord. Nel 2018 Pratt torna a vestire i panni di Star-Lord in Avengers: Infinity War e nel suo sequel del 2019 Avengers: Endgame.

### Anni duemilaventi
Nel febbraio 2020 sono iniziate le riprese di Jurassic World - Il dominio (diretto da Colin Trevorrow), sesto capitolo della saga cinematografica, in cui l'attore riprende nuovamente il ruolo di Owen Grady. Oltre che con Bryce Dallas Howard, Isabella Sermon e Omar Sy, recita al fianco di alcuni degli attori protagonisti dei film precedenti della saga, come Sam Neill, Jeff Goldblum, Laura Dern e BD Wong. Le riprese sono però state interrotte fino a data da destinarsi a causa della pandemia di COVID-19. La produzione è ripresa a luglio 2020 e si è conclusa quattro mesi dopo, nel mese di novembre.
Riprende i panni di Star-Lord nel 2022 in Thor: Love and Thunder e poi di nuovo nel 2023 nel film Guardiani della Galassia Vol. 3 che chiude la trilogia dell'omonima squadra.

## Vita privata
Sul set del film Take Me Home Tonight conosce l'attrice Anna Faris e dopo due anni di fidanzamento i due si sposano a Bali il 9 luglio 2009. La coppia ha un figlio, Jack, nato il 25 agosto 2012. Il 6 agosto 2017 Pratt e la moglie annunciano la loro separazione.
Il 13 gennaio 2019 Pratt annuncia il suo fidanzamento ufficiale con Katherine Schwarzenegger, figlia di Arnold Schwarzenegger. La coppia si è sposata l’8 giugno 2019.. Il 10 agosto 2020 è nata la loro primogenita Lyla Maria. Il 21 maggio 2022 è nata la secondogenita Eloise Christina.

## Filmografia

### Attore

#### Cinema
- Cursed Part 3, regia di Rae Dawn Chong - cortometraggio (2000)
- The Extreme Team, regia di Leslie Libman (2003)
- Strangers with Candy, regia di Paul Dinello (2005)
- Walk the Talk, regia di Matthew Allen (2007)
- Wieners - Un viaggio da sballo (Wieners), regia di Mark Steilen (2008)
- Wanted - Scegli il tuo destino (Wanted), regia di Timur Bekmambetov (2008)
- Bride Wars - La mia migliore nemica (Bride Wars), regia di Gary Winick (2009)
- Ragazze da sballo (Deep in the Valley), regia di Christian Forte (2009)
- Jennifer's Body, regia di Karyn Kusama (2009)
- Take Me Home Tonight, regia di Michael Dowse (2011)
- L'arte di vincere (Moneyball), regia di Bennett Miller (2011)
- 10 Years, regia di Jamie Linden (2011)
- (S)Ex List (What's Your Number?), regia di Mark Mylod (2011)
- The Five-Year Engagement, regia di Nicholas Stoller (2012)
- Zero Dark Thirty, regia di Kathryn Bigelow (2012)
- Mr. Payback, regia di David Rock - cortometraggio (2013)
- Comic Movie (Movie 43), registi vari (2013)
- Lei (Her), regia di Spike Jonze (2013)
- Delivery Man, regia di Ken Scott (2013)
- Guardiani della Galassia (Guardians of the Galaxy), regia di James Gunn (2014) – Peter Quill / Star-Lord
- Jurassic World, regia di Colin Trevorrow (2015) – Owen Grady
- Jem e le Holograms (Jem & the Holograms), regia di Jon M. Chu (2015) - cameo
- I magnifici 7 (The Magnificent Seven), regia di Antoine Fuqua (2016)
- Passengers, regia di Morten Tyldum (2016)
- Guardiani della Galassia Vol. 2 (Guardians of the Galaxy Vol. 2), regia di James Gunn (2017) – Peter Quill / Star-Lord
- Avengers: Infinity War, regia di Anthony e Joe Russo (2018) – Peter Quill / Star-Lord
- Jurassic World - Il regno distrutto (Jurassic World: Fallen Kingdom), regia di Juan Antonio Bayona (2018) – Owen Grady
- Avengers: Endgame, regia di Anthony e Joe Russo (2019) – Peter Quill / Star-Lord
- The Kid, regia di Vincent D'Onofrio (2019)
- La guerra di domani (The Tomorrow War) regia di Chris McKay (2021)
- Jurassic World - Il dominio (Jurassic World: Dominion), regia di Colin Trevorrow (2022) – Owen Grady
- Thor: Love and Thunder, regia di Taika Waititi (2022) – Peter Quill / Star-Lord
- Guardiani della Galassia Vol. 3 (Guardians of the Galaxy Vol. 3), regia di James Gunn (2023) – Peter Quill / Star-Lord
- The Electric State, regia di Anthony e Joe Russo (2025)

#### Televisione
- The Huntress – serie TV, episodio 1x15 (2001)
- Everwood – serie TV, 79 episodi (2002-2006)
- Distruzione dal cielo (Path of Destruction), regia di Stephen Furst – film TV (2005)
- The O.C. – serie TV, 9 episodi (2006-2007)
- Parks and Recreation – serie TV, 117 episodi (2009-2015)
- Mom – serie TV, episodio 4x11 (2017)
- The Terminal List - serie TV, 8 episodi (2022)
- Guardiani della Galassia Holiday Special (The Guardians of the Galaxy Holiday Special) - regia di James Gunn, TV special (2022)

### Doppiatore
- The Batman – serie animata, 1 episodio (2008)
- Ben 10 Ultimate Alien: Cosmic Destruction – videogioco (2010)
- Ben 10: Ultimate Alien – serie animata, 2 episodi (2010-2011)
- The LEGO Movie, regia di Phil Lord e Christopher Miller (2014)
- The LEGO Movie Videogame – videogioco (2014)
- LEGO Jurassic World – videogioco (2015) - Owen Grady
- The LEGO Movie 2 - Una nuova avventura (The Lego Movie 2: The Second Part), regia di Mike Mitchell (2019)
- Onward - Oltre la magia (Onward), regia di Dan Scanlon (2020)
- Super Mario Bros. - Il film (The Super Mario Bros. Movie), regia di Aaron Horvath e Michael Jelenic (2023) - Mario
- Garfield - Una missione gustosa (The Garfield Movie), regia di Mark Dindal (2024) - Garfield

### Produttore
- La guerra di domani (The Tomorrow War) regia di Chris McKay (2021)

## Riconoscimenti
- CinemaCon Award
  - 2014 – Breakthrough Performer of the Year
- Kids' Choice Awards
  - 2015 – Candidatura a attore d'azione preferito per Guardiani della Galassia[28]
- MTV Movie Awards
  - 2015 – Candidatura a miglior eroe per Guardiani della Galassia[29]
  - 2015 – Candidatura a miglior momento musicale per Guardiani della Galassia
  - 2015 – Candidatura a miglior performance comica per Guardiani della Galassia
  - 2015 – Candidatura a miglior performance maschile per Guardiani della Galassia
  - 2015 – Candidatura a miglior performance senza maglietta per Guardiani della Galassia
  - 2016 – Miglior performance d'azione per Jurassic World
  - 2018 – MTV Generation Award[30]
- Saturn Award
  - 2015 – Miglior attore per Guardiani della Galassia[31]
  - 2017 – Candidatura per il miglior attore per Passengers
  - 2024 - Candidatura al miglior attore per Guardiani della Galassia Vol. 3
- Teen Choice Awards
  - 2014 – Candidatura a miglior doppiaggio in un film d'animazione per The LEGO Movie
  - 2015 – Candidatura a miglior attore dell'estate per Jurassic World[32]
  - 2017 – Miglior attore in un film di fantascienza per Guardiani della Galassia vol.2
  - 2018 – Miglior attore in un film dell'estate per Jurassic World – Il regno distrutto
- E! People's Choice Awards[33]
  - 2019 - Candidatura per la miglior star in un film animato per The LEGO Movie 2 - Una nuova avventura

## Doppiatori italiani
Nelle versioni in italiano delle opere in cui ha recitato, Chris Pratt è stato doppiato da:
- Andrea Mete in Guardiani della Galassia, Jurassic World, Guardiani della Galassia Vol. 2, Avengers: Infinity War, Jurassic World - Il regno distrutto, Avengers: Endgame, La guerra di domani, Jurassic World - Il dominio, Thor: Love and Thunder, Guardiani della Galassia Holiday Special, Guardiani della Galassia Vol. 3, The Electric State
- Marco Vivio in Distruzione dal cielo, L'arte di vincere, Lei, I magnifici 7, Passengers, The Kid, The Terminal List
- Emiliano Coltorti in Bride Wars - La mia migliore nemica, Take Me Home Tonight, (S)Ex List
- Corrado Conforti in Everwood, The O.C.
- Nanni Baldini in Wanted - Scegli il tuo destino
- Osmar Santucho in Ragazze da sballo
- Marco Baroni in Jennifer's Body
- Stefano Brusa in Parks and Recreation
- Massimo Triggiani in 10 Years
- Vittorio Guerrieri in The Five-Year Engagement
- Fabio Boccanera in Zero Dark Thirty
- Francesco Bulckaen in Comic Movie
- Gianfranco Miranda in Delivery Man
- Riccardo Scarafoni in Mom

Da doppiatore è sostituito da:
- Massimo Triggiani in The LEGO Movie, The LEGO Movie 2 - Una nuova avventura (Emmet Mattonowski)
- Andrea Mete in The LEGO Movie 2 - Una nuova avventura (Rex Rischianto), Onward - Oltre la magia
- Claudio Santamaria in Super Mario Bros. - Il film [34]
- Maurizio Merluzzo in Garfield - Una missione gustosa